# ピーター・フィリップス (メイクアップ・アーティスト)
ピーター・フィリップス（英：Peter Philips）は、ベルギーのメイクアップアーティスト。ディオールのメイクアップ部門のクリエイティブ・ディレクター。

## 来歴
ベルギーのアントウェルペン生まれ。ブリュッセルの学校でグラフィックデザインの学位を取得した後、アントワープのアカデミー・ロワイヤル・デ・ボザールでファッションを学んだ。学生として最後の一年で、パリのファッションウィークで舞台裏で働きメイクの仕事を知った。 
1993年に学校を卒業。Willy Vanderperre、Olivier Rizzoなどに写真家やスタイリストを申し入れテスト撮影を行い、ポートフォリオを制作。ラフ・シモンズの撮影で、ミッキーマウスの顔を等身大でモデルに描いたことが転機だったと語った。
作品が世界的に取り上げられるようになり、ドリス・ヴァン・ノッテン、フェンディ、Inez Van Lamsweerde、ピーター・リンドバーグなどの有名ブランドや写真家とコラボレーションをした。
フェンディのメイクアップディレクターに就任していた頃、カール・ラガーフェルドの目に留まり、それまで30年以上にわたりシャネルのメイクアップディレクターを務めていたHeidi MorawetzとDominique Moncourtoisに会うこととなり、シャネルのメイクアップ部門で働くこととなった。 
2008年にシャネルのメイクアップ部門のクリエイティブディレクターに就任。 フィリップスは、ファッションブランドのメイクアップ部門の活気を取り戻したと言われており、2009年に発売されたマニキュアのJade Le Vernisというカラーは売り切れ、ebayで$100で取引された。また、羽毛、真珠、織物を取り入れるなど、珍しい素材を使用したことでも注目されました。シャネルの2014年春コレクションでは、指でとってアイメイクをするフィンガーペイントを採用した。 2013年2月クリエイティブディレクターを辞任。
2014年3月、ディオールのメイクアップ部門のクリエイティブ・ディレクターに選ばれたことが発表された。